# شوواش
شوواش (به لاتین: Şuvaş) یک منطقه مسکونی در جمهوری آذربایجان است که در شهرستان آستارا و در دهیاری سنجرده واقع شده‌است.